# Michael Omartian

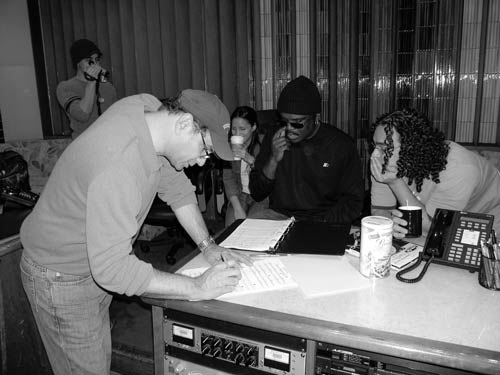
Michael Omartian (links) in den Starstruck Studios in Nashville (2002)

Michael Omartian (* 26. November 1945 in Evanston, Illinois) ist ein dreifach Grammy-ausgezeichneter US-amerikanischer Musikproduzent und Multiinstrumentalist.

## Leben
Omartian begann im Alter von vier Jahren mit dem Klavierspielen und kurz darauf spielte er auch Schlagzeug. Er studierte am Tarkio College in Missouri und der Northwestern University. 1970 zog er nach Kalifornien, um dort Karriere als Musiker zu machen. Er arbeitete zunächst als Studiomusiker unter anderem für Steely Dan, Billy Joel und die Four Tops, zu den von ihm eingespielten Instrumenten gehörten neben den Keyboards unter anderem Tabla, Akkordeon, Tamburin und Steel Drum. 1974 veröffentlichte er sein erstes Soloalbum. Jedoch weder diesem noch seinen weiteren Soloveröffentlichungen war kommerzieller Erfolg beschieden. 1975 erhielt er eine Anstellung als Musikproduzent bei ABC Records. Im selben Jahr gründete er mit dem Produzenten Steve Barri die Band Rhythm Heritage, die mit Theme from S.W.A.T. im Februar 1976 einen Nummer-eins-Hit in den Billboard Hot 100 hatte. Im darauf folgenden Jahr wechselte er zu Warner Brothers Records. Ab Anfang der 1980er Jahre arbeitete er als freier Musikproduzent.
Seine größten Erfolge als Musikproduzent hatte er zusammen mit Christopher Cross. Er produzierte dessen Alben Christopher Cross  und Another Page und die daraus ausgekoppelten Singles Sailing, Ride Like the Wind und Arthur’s Theme (Best That You Can Do). Omartian erhielt hierfür 1980 drei Grammys, Best Background Arrangement und Grammy Award for Record of the Year für die Single Sailing sowie Album Of The Year für das Album Christopher Cross. In der Folge produzierte er Künstler wie Kenny Loggins, Jennifer Rush, Rod Stewart, Cliff Richard und Jermaine Jackson, darunter Alben wie Solitude/Solitaire von Peter Cetera, das mit Glory of Love einen weltweiten Hit enthielt.
Zudem war er neben Quincy Jones Co-Produzent von We Are the World. Als Komponist war er unter anderem für Vince Gill, Amy Grant, Al Jarreau und Richard Marx tätig. Zusammen mit Donna Summer schrieb er deren Hitsingle She Works Hard for the Money. Als Arrangeur wirkte er unter anderem an Aufnahmen von Gladys Knight, The Righteous Brothers und Dusty Springfield mit.
Omartian ist seit 1973 mit Stormie Omartian, einer Autorin christlicher Bücher und ehemaligen Backgroundsängerin unter anderem für Glen Campbell, Neil Diamond und Ray Charles, verheiratet. Zusammen veröffentlichten sie fünf Alben mit christlicher Popmusik. Das Paar hat drei Kinder.

## Kompositionen (Auswahl)
- Charm the Snake – Christopher Cross
- Every Turn of the World – Christopher Cross
- When Love Finds You – Vince Gill
- That's What Love Is For – Amy Grant
- Tell Me I'm Not Dreamin – Jermaine Jackson
- Boogie Down – Al Jarreau
- Rhythm of Life – Richard Marx
- Fool For Your Love – Dolly Parton & Leo Sayer
- She Works Hard for the Money – Donna Summer
- Unconditional Love – Donna Summer

## Produktion (Auswahl)
- 1976: Streetheart – Dion
- 1977: Love at First Sight –  Dionne Warwick
- 1979: Christopher Cross –  Christopher Cross
- 1983: Another Page –  Christopher Cross
- 1983: She Works Hard for the Money –  Donna Summer
- 1985: Vox Humana –  Kenny Loggins
- 1986: Passion –  Jennifer Rush
- 1986: Precious Moments –  Jermaine Jackson
- 1986: Solitude/Solitaire –  Peter Cetera
- 1988: Rock Solid –  The Commodores
- 1990: Downtown Train –  Rod Stewart
- 1996: Summer of ’78 –  Barry Manilow
- 1999: Fade Into Light – Boz Scaggs
- 2003:  Cliff at Christmas –  Cliff Richard

## Filmografie (Auswahl)
- 1981: Arthur – Kein Kind von Traurigkeit (Arthur)
- 1985: Perfect
- 1986: Karate Kid II – Entscheidung in Okinawa (The Karate Kid, Part II)
- 1994: Maverick – Den Colt am Gürtel, ein As im Ärmel (Maverick)
- 1995: Power of Love (Something to Talk About)
- 1997: Anastasia
- 1999: Der Mondmann (Man on the Moon)